# Dagnew Tesfamichael
Dagnew Tesfamichael – etiopski piłkarz grający na pozycji pomocnika. W swojej karierze grał w reprezentacji Etiopii.

## Kariera reprezentacyjna
W 1982 roku Tesfamichael został powołany do reprezentacji Etiopii na Puchar Narodów Afryki 1982. Zagrał na nim w trzech meczach grupowych: z Nigerią (0:3), z Zambią (0:1) i z Algierią (0:0).